# Bidessonotus paludicolus
Bidessonotus paludicolus är en skalbaggsart som beskrevs av Young 1990. Bidessonotus paludicolus ingår i släktet Bidessonotus och familjen dykare. Inga underarter finns listade i Catalogue of Life.